# Stål (film)
Stål är en svensk svartvit dramafilm från 1940 i regi av Per Lindberg. I huvudrollerna ses Signe Hasso och Olof Widgren.

## Om filmen
Filmen premiärvisades på biograf Falan i Falun den 18 februari 1940. Stockholmspremiär dagen efter på biograf Röda Kvarn vid Biblioteksgatan. Under inspelningarna 1939 i Domnarvets Jernverk hände flera svåra olyckor. Svårast skadades skådespelarna Jean Claesson och Carl Ström, den förre så allvarligt att hans roll som smeden Bång fick övertas av John Ericsson. Stål har visats vid ett flertal tillfällen i SVT.

## Rollista i urval
- Tore Svennberg – brukspatron Anker på Forshyttan
- Signe Hasso – Margit, hans brorsdotter
- Olof Widgren – Bengt Anker, hans son, överingenjör på Hammarbruket
- Carl Ström – Gouveng den äldre, smed på Forshyttan
- Karin Swanström – hans hustru
- Georg Rydeberg – Göran Gouveng, deras son, ingenjör
- Gunnar Sjöberg – Lars Gouveng, Görans bror/uppläsare av prologen
- Gudrun Brost – Aina Gouveng, Görans och Lars syster, sjuksköterska
- Karl-Magnus Thulstrup – doktor Ramm
- Bullen Berglund – Stålkoncernens ombudsman
- John Ericsson – Bång, smed på Forshyttan
- Gabriel Alw – direktör för Industribanken
- Sture Baude – Stålkoncernens ordförande
- Knut Pehrson – Andersson, fackföreningsordförande
- Magnus Kesster – Mr. Brown
- Bror Bügler – Åkermark, ingenjör på Hammarbruket
- Alf Kjellin – Erik Eriksson, arbetare på Forshyttan
- George Fant – Berg, ingenjör på Hammarbruket
- Martha Colliander – Magda, Ankers hushållerska

## Musik i filmen
- Balladen om järnet (Det är järn ..), kompositör Jules Sylvain, text Bertil Lundquister, kompletterande text Johan-Olov Johansson, sång John Ericsson.
- Sonat, piano, nr 8, op. 13, c-moll, "Pathétique", kompositör Ludwig van Beethoven, instrumental
- En arbetarsång, kompositör Louis Clausen, dansk text Oskar Hansen
- An der schönen blauen Donau, op. 314, kompositör Johann Strauss d.y., instrumental